# Вальгусна деформація
Вальгусна деформація — це стан, при якому сегмент кістки дистальний до суглоба відхилений назовні, тобто латерально, від середньої лінії тіла. Протилежна деформація, де скручування або згин спрямовані медіально, до центру тіла, називається варусною . Поширеними причинами вальгусного колінного суглоба (genu valgum) у дорослих є артрит коліна та травматичні пошкодження.

## Приклади

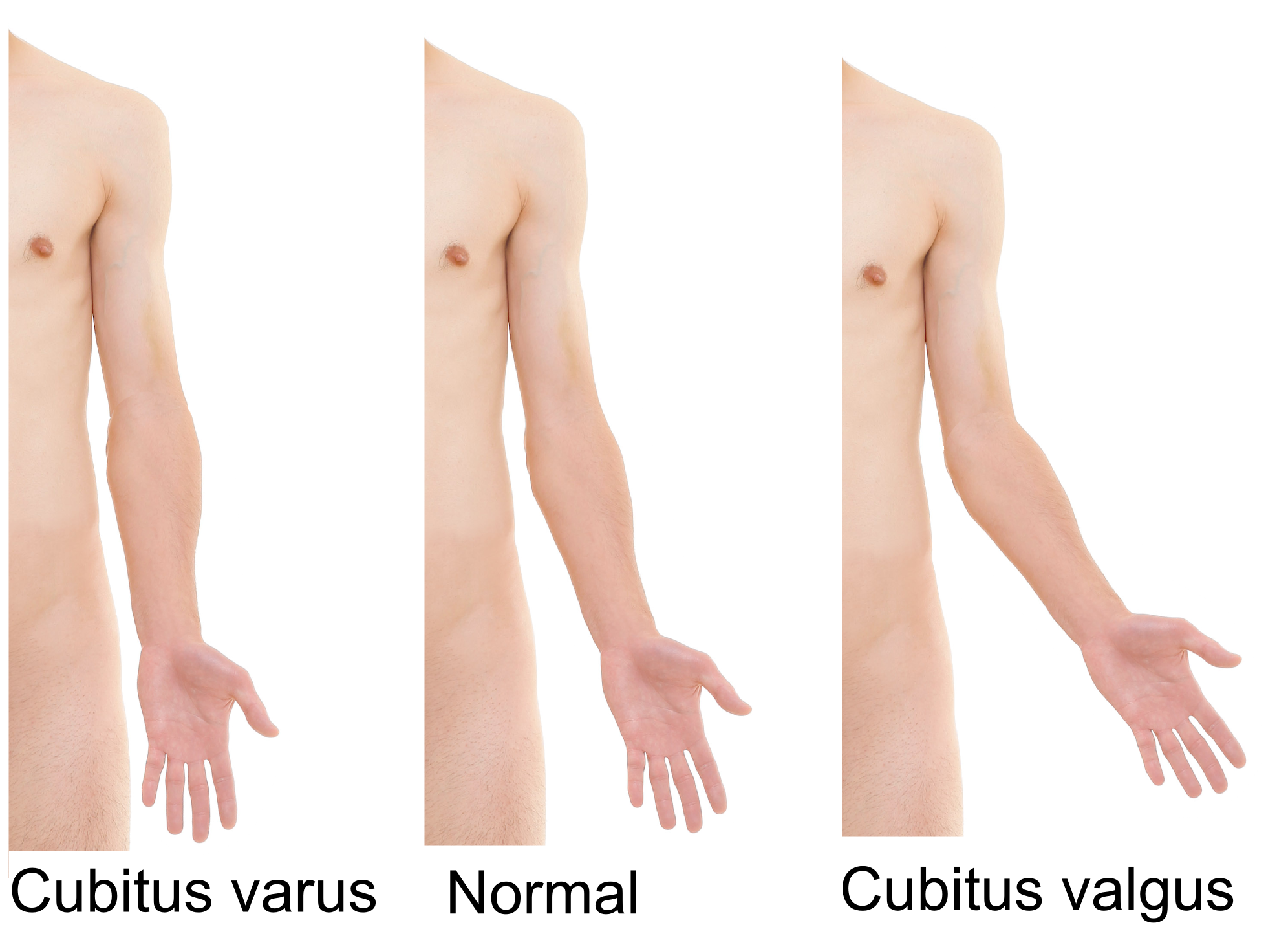
Cubitus varus і cubitus valgus.

- Щиколотка: talipes valgus (від лат. talus = щиколотка і pes = стопа) – вивертання п’яти назовні, що призводить до «плоскостопного» передлежання.
- Лікті: cubitus valgus (від лат . cubitus = лікоть) – передпліччя відхилене від тулуба.
- Стопа: pes valgus (від лат. pes = стопа) – медіальне відхилення стопи в підтаранному суглобі.
- Кисть: manus valgus (від лат. manus = рука)
- Стегно: coxa valga (від лат . coxa = стегно) – діафіз стегнової кістки зігнутий назовні відносно шийки стегнової кістки. Coxa valga >125 градусів. Coxa vara <125 градусів.
- Коліно: genu valgum (від лат. genu = коліно) – великогомілкова кістка вивернута назовні по відношенню до стегнової кістки, що призводить до появи стукуватого коліна.
- Палець стопи: hallux valgus (від лат. hallux = великий палець ноги) – відхилення великого пальця стопи назовні в бік другого пальця стопи, що призводить до утворення шишки .
- Зап'ястя: деформація Маделунга – деформація, при якій кістки зап’ястка не формуються належним чином через генетичний розлад.

## Термінологія

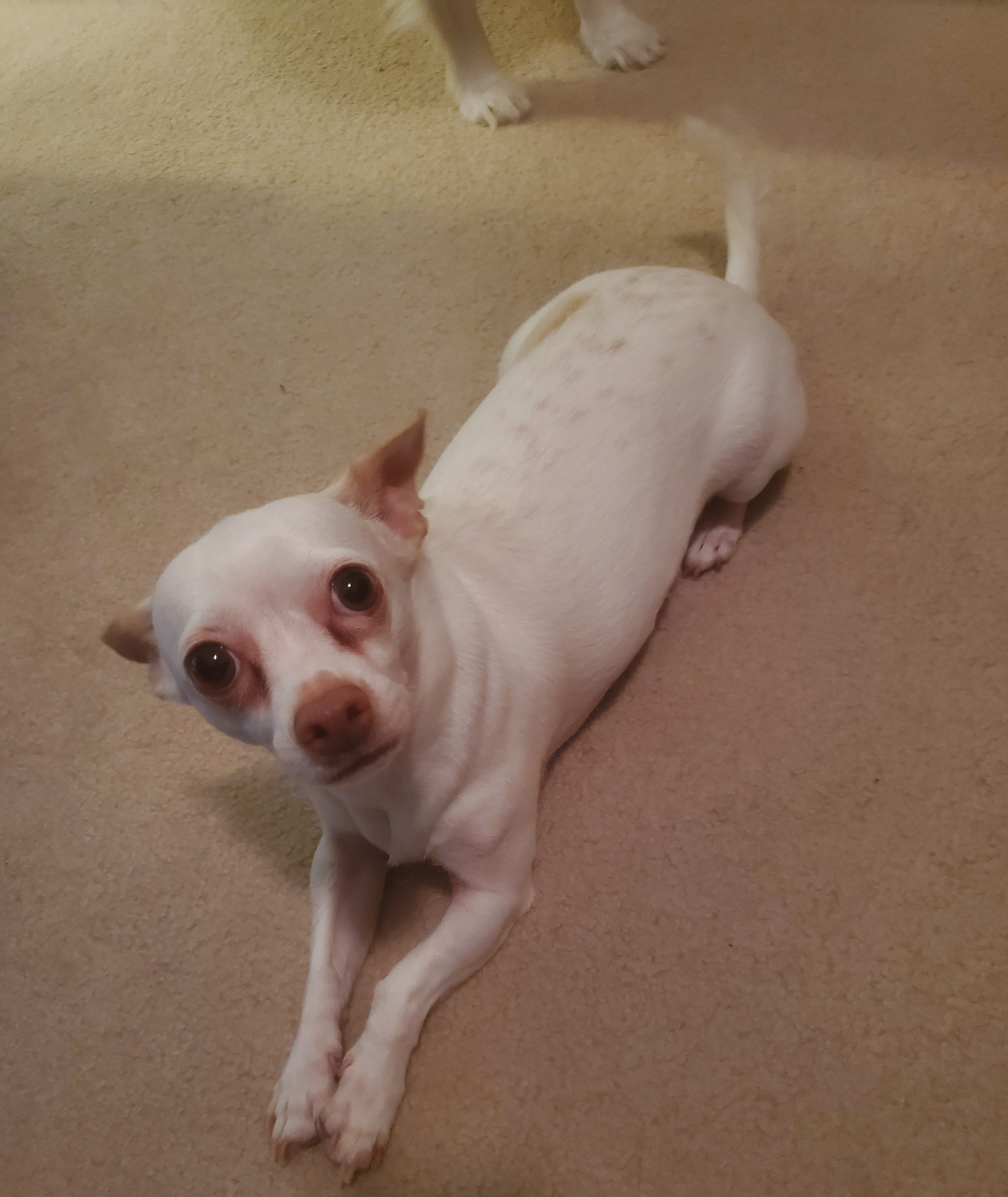
Чихуахуа з вальгусною деформацією лівої передньої кінцівки

Вальгус — це термін для зовнішнього викривлення дистального сегмента кістки або суглоба. Протилежний стан називається варусом, який є медіальним відхиленням дистального відділу кістки. Терміни варус і вальгус завжди стосуються напрямку, який вказує дистальний сегмент суглоба. Оригінальні латинські визначення варусу та вальгусу були протилежними їх поточному використанню.